# Edgard Poelmans
Edgard Poupoule Poelmans est un footballeur belge né le 13 juillet 1883 à Malines et mort le 14 décembre 1932.
Il a été défenseur avant la Première Guerre mondiale à l'Union Saint-Gilloise et remporté sept fois le Championnat et deux fois la Coupe de Belgique.
Il a joué seize fois avec l'équipe de Belgique dont le premier match officiel le 1er mai 1904, à Bruxelles contre la France (3-3). Il a marqué un but avec les Diables Rouges.

## Palmarès
- International belge A de 1904 à 1911 (16 sélections et 1 but marqué)
- Champion de Belgique en 1904, 1905, 1906, 1907, 1909, 1910 et 1913 avec l'Union Saint-Gilloise
- Vice-Champion de Belgique en 1908, 1912, 1914 avec l'Union Saint-Gilloise
- 203 matches et 29 buts marqués en Division 1[3]
- Vainqueur de la Coupe de Belgique en 1913 et 1914 avec l'Union Saint-Gilloise